# Stane Belak - Šrauf
Stane Belak-Šrauf, slovenski alpinist, gorski vodnik in gorski reševalec, * 13. november 1940, Ljubljana, † 24. december 1995 v plazu pod Malo Mojstrovko.

## Življenjepis
Opravil je prek tisoč alpinističnih tur, prek 60 prvenstvenih, vrhunski vzponi v vseh letnih časih, v domačih in tujih gorah. Uspešno se je ukvarjal tudi z gorskim vodništvom. Je prvi jugoslovanski gorski vodnik, ki je vodil kako res veliko turo na tujem - s klientom sta 1985 preplezala severno steno Eigerja.
Nepozabne bodo ostale njegove prve zimske ponovitve Rdeče zajede v Rakovi špici, Krušičeve smeri v Špiku, Šinkove v Frdamanih policah in Raza Sfinge. Njegov najpomembnejši zimski vzpon je zagotovo prva zimska ponovitev Čopovega stebra, katerega je s soplezalci preplezal v osmih dneh v izredno slabih razmerah.
Leta 1992 se je pri padcu v triglavski severni steni hudo poškodoval.
Za alpinistične dosežke je prejel številna priznanja, med drugim častno listino PZS, Bloudkovo nagrado kot član odprave Everest 1979, Ziherlovo plaketo 1974 ter več najvišjih priznanj za vrhunske dosežke in delo na športnem področju.

## Odprave
- 1968: Hindukuš - trije prvi pristopi
- 1970: Hindukuš, - dve prvenstveni smeri
- 1972: Himalaja, Makalu - južna stena
- 1974: Himalaja, Kangbačen - vrh, 7902 m
- 1975: Nepal, Himalaja, Makalu - prvi slovenski pristop na osemtisočak, prvenstvena, vrh, 8481 m
- 1978: Nepal, Himalaja, Everest - izvidnica
- 1979: Everest, vrh, 8848 m
- 1980: Nepal, Himalaja, Daulagiri - izvidnica
- 1980: Nepal, Manang - inštruktor na tečaju za vodnike MNA
- 1981: Nepal, Himalaja, Daulagiri - vodja, prek južne stene
- 1983: Himalaja, Gangapurna, vodja, vrh, 7454 m
- 1985: Himalaja, Daulagiri - vodja, prvenstvene prek V stene
- 1985: Argentina, Andi, Aconcagua - pristop na vrh, 6959 m
- 1986: Himalaja, Nepal, Daulagiri - vodja, kombinacija V st. in smer VN
- 1987: Daulagiri, vodja: naša prva zimska odprava
- 1988: Pakistan, Karakorum, K2, Magic Line, do 8000 m
- 1989: Himalaja, Tibet, Šiša Pangma, 1. pristop na Nyanang Ri, 7100 m
- 1994: Himalaja, Ganeš - izvidnica
- 1994: Nepal, Himalaja, Ganeš 5 - vrh z novo varianto
- 1995: Himalaja, skupina Daulagiri - izvidnica
- 1995: Nepal, Himalaja, Api Nampa - izvidnica